# Цудзи, Синтаро
Синтаро Цудзи (яп. 辻信太郎 Цудзи Синтаро:, род. 7 декабря 1927, Кофу) — японский бизнесмен, основатель компании Sanrio Co., Ltd. Sanrio производит поздравительные открытки и различные сувениры с придуманными им персонажами, из которых наиболее известна Hello Kitty. Этот мультипликационный персонаж весьма популярен в ряде стран Азии.
Также Цудзи пишет книги для детей, среди которых — Nutcracker Fantasy (яп. くるみ割り人形) и Shiriusu no Densetsu (яп. シリウスの伝説).

## Биография
Синтаро Цудзи родился в городе Кофу в зажиточной семье, занимавшейся ресторанным и гостиничным бизнесом. Когда Цудзи было 13 лет, его мать умерла от лейкемии, а воспитанием занялись родственники. После окончания школы он поступил в технический колледж Кирю (яп. 桐生高等工業学校 кирю: ко:то: гакко:) университета Гумма. Цудзи с друзьями наладил производство мыла и сахарина, которые сбывал на чёрном рынке. «Когда я вернулся в родную Яманаси, денег у меня были полные карманы!» — вспоминает он. Затем Цудзи устроился чиновником в местную префектуру, а через 11 лет снова решил вернуться в бизнес. Попытка открыть магазин по продаже алкоголя в Токио провалилась, потому что Цудзи с трудом поднимал коробки с бутылками. «Я задумался о бизнесе, который укрепляет дружбу. Это привело меня к идее подарков — они делают людей счастливее», — говорит он.
10 августа 1960 г. была основана Sanrio. Цудзи нанял 20 дизайнеров, вместе с которыми создал три персонажа — кошечку (Hello Kitty), медведя и кролика. Hello Kitty была придумана им в 1974 году. В настоящее время компанией формально руководит сын Синтаро Цудзи, Кунихико Цудзи, а потом его внук Томокуни, после смерти Кунихико на бизнесе, из-за острой сердечной недостаточности в США в Лос-Анджелес, но на деле, именно основатель Sanrio до сих пор контролирует весь бизнес.